# Audon
Audon es una pequeña localidad y comuna francesa situada en la región administrativa de Aquitania, departamento de Landas, en el distrito de Dax.

## Demografía
| 342 | 325 | 314 | 279 | 276 | 275 |
| Para los censos de 1962 a 1999 la población legal corresponde a la población sin duplicidades (Fuente: INSEE [Consultar]) |     |     |     |     |     |